# کریستین توماسینی
کریستین توماسینی (انگلیسی: Christian Tommasini؛ زادهٔ ۱۴ مارس ۱۹۹۸) بازیکن فوتبال اهل ایتالیا است.